# Бяла есетра
Бялата есетра (Acipenser transmontanus) е вид лъчеперка от семейство Есетрови (Acipenseridae).

## Разпространение
Видът е разпространен в Канада (Британска Колумбия) и САЩ (Айдахо, Аляска, Вашингтон, Калифорния, Монтана и Орегон).